# El joc de la poma
El joc de la poma (títol original en txec Hra o jablko) és una pel·lícula de comèdia txecoslovaca de 1977 escrita i dirigida per Věra Chytilová. Ha estat doblada al catalá.

## Argument
Un jove ginecòleg no acaba de decidir-se si comprometre's seriosament amb una jove infermera o mantenir relacions clandestines amb la seva amant casada. Tanmateix, arriba un dia en què ambdues dones decideixen que no volen continuar mantenint la situació.

## Repartiment
- Dagmar Bláhová - Anna Símová
- Jiří Menzel - MUDr. Josef John
- Jiří Kodet - MUDr. Arnost Rýdl
- Evelyna Steimarová - Marta Rýdlová
- Nina Popelíková - Mare de John
- Bohuš Záhorský - Professor

## Reconeixements
Va obtenir el gran premi al Festival de Cinema d'Humor de Chamrousse de 1978